# 데빈 윌리엄스 (야구 선수)
데빈 윌리엄스(Devin Williams, 본명: 데빈 테란 윌리엄스, Devin Terran Williams, 1994년 9월 21일 ~ )는 메이저 리그 베이스볼(MLB) 밀워키 브루어스의 미국 프로 야구 투수이다. 2019년 MLB에 데뷔했고, 2020년 내셔널리그 올해의 신인상과 올해의 구원투수로 선정됐다. 2022년과 2023년 MLB 올스타에 선정됐다.

## 경력
- 2회 올스타 (2022, 2023)
- 2× 올 MLB 세컨드팀 (2020, 2023)
- NL 올해의 신인 (2020)
- 2× NL 올해의 구원투수 (2020, 2023)